# Maldive ai Giochi della XXX Olimpiade
Le Maldive hanno partecipato ai Giochi della XXX Olimpiade di Londra, che si sono svolti dal 27 luglio al 12 agosto 2012.
Gli atleti della delegazione maldiviana sono 5. Alla cerimonia di apertura il portabandiera è stato Mohamed Ajfan Rasheed.

## Atletica leggera
Uomini
| Atleta       | Evento      | Batteria  | Batteria  | Quarti    | Quarti    | Semifinale      | Semifinale      | Finale          | Finale          |
| Atleta       | Evento      | Risultato | Posizione | Risultato | Posizione | Risultato       | Posizione       | Risultato       | Posizione       |
| ------------ | ----------- | --------- | --------- | --------- | --------- | --------------- | --------------- | --------------- | --------------- |
| Ahmed Azneem | 100 m piani | 10.79     | 3 q       | 10.84     | 8         | Non qualificato | Non qualificato | Non qualificato | Non qualificato |

Donne
| Atleta     | Evento      | Batteria  | Batteria  | Quarti          | Quarti          | Semifinale      | Semifinale      | Finale          | Finale          |
| Atleta     | Evento      | Risultato | Posizione | Risultato       | Posizione       | Risultato       | Posizione       | Risultato       | Posizione       |
| ---------- | ----------- | --------- | --------- | --------------- | --------------- | --------------- | --------------- | --------------- | --------------- |
| Afa Ismail | 100 m piani | 12.52     | 5         | Non qualificata | Non qualificata | Non qualificata | Non qualificata | Non qualificata | Non qualificata |

## Badminton
| Atleta                | Evento           | Girone                | Girone                | Girone               | Girone    | Ottavi               | Quarti               | Semifinale           | Finale               | Finale          |
| Atleta                | Evento           | Avversario Punteggio  | Avversario Punteggio  | Avversario Punteggio | Posizione | Avversario Punteggio | Avversario Punteggio | Avversario Punteggio | Avversario Punteggio | Posizione       |
| --------------------- | ---------------- | --------------------- | --------------------- | -------------------- | --------- | -------------------- | -------------------- | -------------------- | -------------------- | --------------- |
| Mohamed Ajfan Rasheed | Singolo maschile | Zwiebler P 9–21, 6–21 | Zavadsky P 8–21, 8–21 | N.D.                 | 3         | Non qualificata      | Non qualificata      | Non qualificata      | Non qualificata      | Non qualificata |

## Nuoto
Uomini
| Atleta      | Evento             | Batteria | Batteria  | Semifinale      | Semifinale      | Finale          | Finale          |
| Atleta      | Evento             | Tempo    | Posizione | Tempo           | Posizione       | Tempo           | Posizione       |
| ----------- | ------------------ | -------- | --------- | --------------- | --------------- | --------------- | --------------- |
| Ahmed Husam | 100 m stile libero | 57.53    | 53        | Non qualificato | Non qualificato | Non qualificato | Non qualificato |

Donne
| Atleta         | Evento            | Batteria | Batteria  | Semifinale      | Semifinale      | Finale          | Finale          |
| Atleta         | Evento            | Tempo    | Posizione | Tempo           | Posizione       | Tempo           | Posizione       |
| -------------- | ----------------- | -------- | --------- | --------------- | --------------- | --------------- | --------------- |
| Aminath Shajan | 50 m stile libero | 32.23    | 63        | Non qualificato | Non qualificato | Non qualificato | Non qualificato |